# SpVgg Neckargemünd
Die Spielvereinigung Neckargemünd ist ein Fußballverein aus der Stadt Neckargemünd zehn Kilometer flussaufwärts östlich von Heidelberg im Rhein-Neckar-Kreis in Baden-Württemberg.

## Geschichte
Der Verein wurde am 5. November 1911 als Fußball Club Alemannia gegründet. Nach dem Ersten Weltkrieg und der zwischenzeitlichen Eingliederung in den Turnverein 1876 Kleingemünd führte man ab 1922 wieder allein und erstmals unter dem Namen Spielvereinigung den Spielbetrieb fort, seit 1949 firmiert der Verein ausschließlich als SpVgg 1911 Neckargemünd e.V.
Die Hochzeiten hatte der Verein in den 1970er Jahren mit der Teilnahme am DFB-Pokal und in den 1980er Jahren. Von der Saison 2009/10 bis zur Saison 2013/14 und wieder ab der Spielzeit 2016/17 spielt die SpVgg Neckargemünd in der achtklassigen Kreisliga Heidelberg. Dazwischen stieg man in die neuntklassigen Kreisklasse A Heidelberg ab.

## Erfolge
- Teilnahme an der ersten Runde DFB-Pokal 1977 gegen den FC Tailfingen
- Meister der Landesliga Rhein-Neckar 1983[3]
- Sieger im Kreispokal Heidelberg 2005[4] und 2011[5]

## Bekannte ehemalige Spieler
- Stefan Schmitt, ehemaliger Bundesligaprofi beim VfB Stuttgart
- Hansi Flick, ehemaliger Bundesligaprofi beim FC Bayern München sowie 1. FC Köln des Weiteren von 2006 bis 2014 Kotrainer von Bundestrainer Joachim Löw und gegenwärtiger Cheftrainer beim FC Bayern München.
- Hans-Werner Lamour, ehemaliger Fußballspieler in der 2. Fußball-Bundesliga bei Borussia Neunkirchen
- Michael Köritzer, ehemaliger Fußballspieler in der 2. Fußball-Bundesliga bei Eintracht Braunschweig
- Robert Begerau, ehemaliger Bundesligaprofi bei Fortuna Düsseldorf

## Spielstätte
Die SpVgg Neckargemünd trägt ihre Heimspiele im Kurt-Schieck-Stadion aus. Die 2.500 Zuschauer fassende Sportstätte wurde zur Saison 1975/76 in Betrieb genommen.